# Wolfgang Flatz

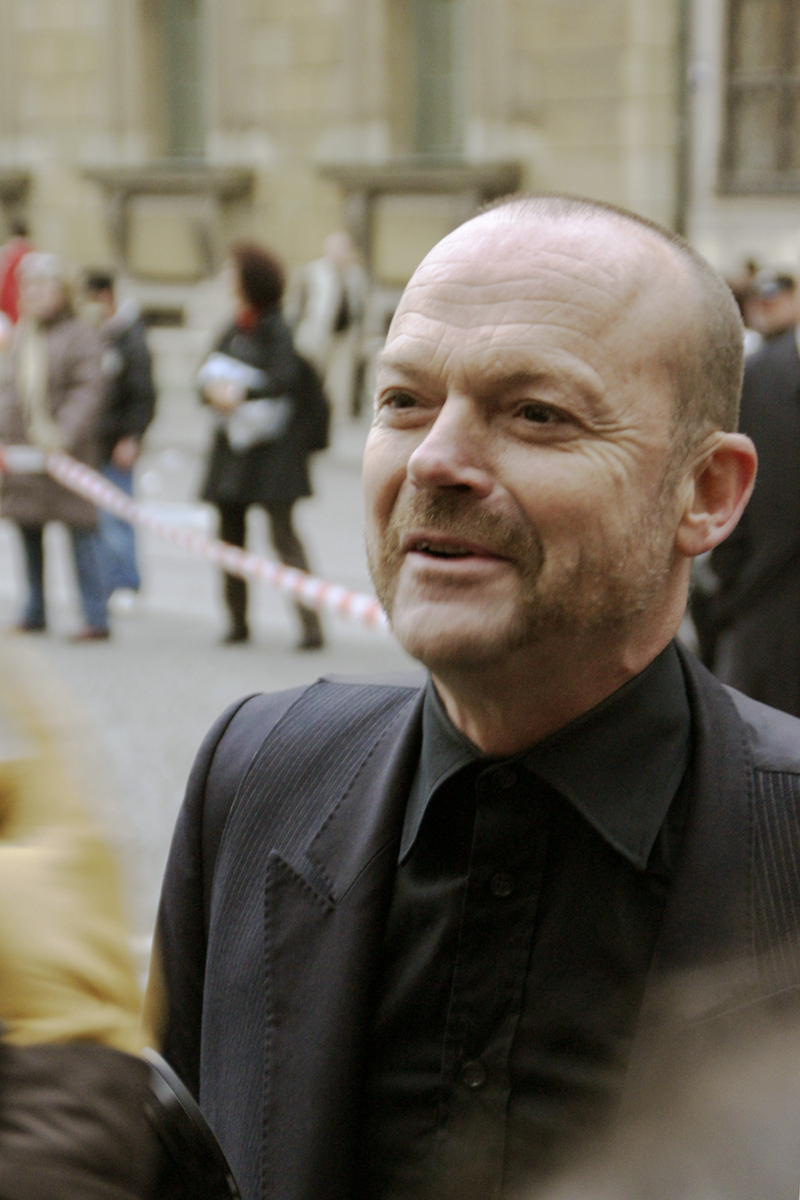
Wolfgang Flatz (2008)

Wolfgang Flatz (* 4. September 1952 in Dornbirn, Vorarlberg) ist ein österreichischer Aktionskünstler, Bühnenbildner, Musiker und Komponist.

## Werdegang
Wolfgang Flatz wuchs in Dornbirn und Feldkirch auf. Von 1967 bis 1971 machte er in Feldkirch eine Lehre als Goldschmied. In Graz studierte er von 1972 bis 1974 das Fach Metalldesign an der HTBLVA Graz Ortweinschule, 1975 zog er nach München und begann zunächst an der Akademie der Bildenden Künste ein Studium der Goldschmiedekunst und dann der Malerei bei Karl Fred Dahmen und Günter Fruhtrunk. Zur selben Zeit studierte er Kunstgeschichte an der Ludwig-Maximilians-Universität München.
Am 24. Juli 2009 wurde in seiner Geburtsstadt Dornbirn das FLATZ-Museum eröffnet.
Wolfgang Flatz wurde am 24. Mai 2012 als Fußgänger bei grüner Ampel von einem Auto überfahren. Flatz zog sich dabei, lebensgefährlich verletzt, 33 Brüche zu und musste anschließend sieben Monate im Krankenhaus verbringen, zeitweise im Rollstuhl sitzend.
Kindheitserinnerungen von Wolfgang Flatz wurden 2017 im Buch Kindheit(en) in Vorarlberg unter dem Titel FLATZ: Die Konsequenz... Was bleibt ist die Erinnerung veröffentlicht.

## Werk
1974 setzte sich Flatz während einer Modenschau im Grazer Hotel Steirer Hof mit verbundenen Augen in die erste Reihe. Sobald das Publikum applaudierte, klatschte der ‚begeisterte‘ Besucher Flatz mit. Am Ende der Schau verließ er, weiterhin mit verbundenen Augen, wortlos den Saal.
Diesem ersten Ergebnis der Flatzschen Auseinandersetzung mit zeitgenössischer Kunst, vor allem mit dem Happening und den Wiener Aktionisten, folgten 1975 weitere Durchkreuzungen herkömmlichen Wahrnehmens und Fühlens. Eine davon brachte ihm einen Aufenthalt im örtlichen Stadtgefängnis und eine spätere Aktion die Einweisung in die psychiatrische Abteilung des Landesnervenkrankenhauses Valduna ein, nachdem er im Palais Liechtenstein im österreichischen Feldkirch während einer Ausstellungseröffnung einen schwarzen Sack über den Kopf gestülpt getragen hatte.
In der Aktion Demontage IX, die in der Silvesternacht 1991/92 in Tiflis stattfand, ließ sich Wolfgang Flatz, kopfüber an einem Seil hängend, zwischen zwei Stahlplatten hin- und herschlagen. 1992 hatte er in der Galerie der Stadt Stuttgart seine erste große Museumsausstellung. Im selben Jahr nahm er an der Kasseler documenta IX mit der Installation Physical Sculpture No.5 teil. Die Arbeit wurde 2017 im CAFA Art Museum in Peking für eine Ausstellung über die Geschichte der Documenta nachgebaut. Die Vorstudie des Kunstwerks ist seit 2020 als Dauerleihgabe im Kulturhaus Dornbirn zu sehen. Das Land Vorarlberg und die Stadt Dornbirn (Geburtsstadt) widmeten dem Künstler das FLATZ Museum, das 2009 vom ehemaligen documenta Leiter Jan Hoet eröffnet wurde.
2001 ließ Flatz in der Performance Fleisch eine tote Kuh am Prenzlauer Berg in Berlin vom Hubschrauber abwerfen. Er selbst hing während der Aktion nackt an einem Baukran.
In der Folge entwarf er auch Bühnenbilder, etwa an den Münchner Kammerspielen. Er inszeniert selbst, so für die Opernfestspiele in München. Er gewann den Architekturwettbewerb zur Laimer Unterführung. Er realisierte die Videoskulptur Modell America, einen elektrischen Stuhl, bei dem ein Verurteilter im Todeskampf zu sehen ist. Er kuratierte mehrere thematische Ausstellungen, u. a. für die Stadt München.
Im Kistlerhof im Münchner Stadtteil Obersendling führt Wolfgang Flatz im sechsten Stock ein Atelier mit einem 3200 Quadratmeter großen Dachgarten namens Heaven 7, den Flatz als Kunstlandschaft mit 23 Skulpturen aus seinem Schaffen seit etwa 1980 ausbaute. Darunter sind ein farbintensiver Cadillac Eldorado (Baujahr 1958), eine Skulptur der Freiheitsstatue und ein ehemaliger Kampfhubschrauber, dessen Heckrotor als Windkraftanlage Strom produziert. Der Dachgarten befindet sich auf einem Gebäude der Münchner Unternehmensgruppe Hirmer, zu der ein Herrenmodehaus und eine Immobilienfirma gehören. Geschäftsführer Christian Hirmer ist Sammler von Flatz-Werken. Wolfgang Flatz gestaltete die firmeneigenen Gewerbegebäude in der Nachbarschaft großflächig und farbintensiv mit Krawattenmustern. Auf einem der Gebäude entwarf er mit Graffiti-Künstler Andreas von Chrzanowski überdimensionale Friedenstauben, die anschließend mit Farbbeuteln von beiden Künstlern attackiert wurden.  Außerdem gestaltete Flatz das Äußere und die Innenausstattung des Web- und Logistikzentrums von Hirmer in München-Trudering.
Anlässlich der Eröffnung in der Pinakothek der Moderne in München 2024 kündigte der Künstler an, seine Haut, die mit zahlreichen Tätowierungen versehen ist, in Teilen im Auktionshaus Christies versteigern zu lassen. Die Auktion wurde jedoch am Tag der Versteigerung abgesagt, da ein Schweizer Sammler die gesamte Haut gekauft hatte. Gleichzeitig zeigt die Pinakothek der Moderne in München die Retrospektive Flatz. Something Wrong with Physical Sculpture. Am 6. April 2024 inszenierte Wolfgang Flatz Hitlers Perlenrede als Satire am Burgtheater in Wien. Im Foyer des Burgtheaters zeigte Flatz, seinen zwischen 1991 und 1998 entstandenen Werkzyklus Hitler, ein Hundeleben. 2025 zeigt das OK Linz die bisher größte museale Werkschau des Künstlers, zeitgleich mit der Installation „Endzeit“.

## Diskografie
- 1998: Physical Sculpture
- 2000: Wunderkind
- 2000: Love and Violence
- 2001: Fleisch

## Auszeichnungen
- 1979: Sonderpreis der Jury “Europa 79”
- 1988: Förderpreis Neue Ausdrucksformen Bildende Kunst der Landeshauptstadt München
- 1992: Bester deutscher Kurzfilm 38. Internationale Kurzfilmtage Oberhausen (“Stahlglocke” mit Romuald Karmakar)
- 1997: Bester Dokumentarfilm Internationales Videofestival Ruhr-Universität Bochum
- 1998: Gewinn des geladenen Kunstwettbewerbes der Münchner Rückversicherung
- 2019: Gewinn des geladenen Künstlerischen Wettbewerbes der Universität Innsbruck
- 2025: Österreichisches Ehrenkreuz für Wissenschaft und Kunst[17]

## Buchveröffentlichungen
- Flatz Werkkatalog Band 1989 Mosel Tschechow Galerie & Verlag KG ISBN 3-925987-06-1
- Unternehmen Leningrad 1990 Herausgeber Soviet Cultural Foundation ORFE 1990
- Performances 1974–1991 Edition Cantz 1991 ISBN 3-89322-234-0
- FLATZ Helden 1992 Edition Cantz ISBN 3-89322-578-1
- Hitler- ein Hundeleben. Hatje Cantz Verlag 1996. ISBN 978-3-89322-869-0
- Hitler. Ein Hundeleben. Edition Cantz, erweiterte 2. Auflage 2019. ISBN 978-3-947563-63-0
- FLATZ Künstlerjäger  1977–81 Verlag für moderne Kunst ISBN 978-3-903439-60-3